# 十二月廿八
腊月廿八，农历腊月第二十八天。

## 节假日和习俗

### 廣東及香港
大掃除，粵語俗稱：年廿八，洗邋遢。

### 馬來西亞
農曆十二月廿八日或廿九日是除夕的前兩天或前一天，在這一天。許多外地華人都會返回家故鄉迎接新年。因此在馬來西亞無論獨中，國小，國中亦將次日列為學校假期。勞工假期則是在廿九日。

## 其他内容
- 十斋日

## 参看
- 日历
- 腊月廿五 - 腊月廿六 - 腊月廿七 - 腊月廿八 - 腊月廿九 - 腊月三十
- 十一月廿八 - 腊月廿八 - 正月廿八
- 正月 - 二月 - 三月 - 四月 - 五月 - 六月 - 七月 - 八月 - 九月 - 十月 - 十一月 - 腊月
- 公历12月28日